# 山崎金一
山崎 金一は、日本の政治家。
静岡県小笠郡土方村長、静岡県小笠郡城東村長（初代）などを歴任した。

## 概要
静岡県の地方政界にて活躍した政治家である。大日本帝国憲法下では小笠郡にて土方村の助役や村長といった要職を歴任した。太平洋戦争が終結し日本国憲法が施行されて以降も、城東村の村長に選出されている。

## 来歴

### 生い立ち
静岡県小笠郡においては、土方村にて村長の髙塚亀次郎の下で収入役に就任するなど、要職を歴任した。鷲山恭平が村長に就任すると、山崎は助役として鷲山の村政を支えた。なお、助役を務めながら並行して土方村農会の会長も兼任していた。

### 政治家として
土方村で村長を務める鷲山恭平が大日本報徳社の副社長に転じると、山崎が後任の村長に就任した。太平洋戦争の直前という緊迫した情勢の下で村の舵取りを担う。また、村長を務めながら、引き続き並行して土方村農会の会長も兼任していた。太平洋戦争が終結したのちは村長を退任し、公職追放となる。なお公職追放の該当事項は「翼壯村團長翼賛村支部長」とされている。村長退任後は青野徳一や溝口詫一らが後任として村政を担っていた。
昭和の大合併に伴い、土方村は佐束村と合併することになり、1955年（昭和30年）1月1日に城東村が発足した。それに伴い、同年2月に山崎が初代村長に正式就任した。1958年（昭和33年）4月まで村長を務めたが、同年4月に岡本善夫が後任の村長に就任した。

## 政策・主張
報徳思想に基づく経済振興
大正末期の戦後恐慌の余波を受け、土方村でも深刻な経済苦境に陥っていた。農産物の生産費に比べて販売価格は低迷しており、村民の借入金は増加の一途を辿り、その総額は550万円に達していたという。税の滞納者も続出する事態となり、村の財政も逼迫する状況となった。これを受け、1931年（昭和6年）に土方村は農林省と静岡県により経済更生特別指導村に指定され、同年より振興事業が展開されることになった。鷲山恭平や山崎ら歴代村長は振興事業を積極的に推進し、各集落に設立された報徳社も活用するなど報徳思想に基づく改革を展開した。静岡県庁内務部地方課の課長である遠山信一郎も報徳仕法に詳しく、大日本報徳社副社長の佐々井信太郎らと村の振興事業を支援した。村の負債は事業開始前には50万3219円40銭に達していたが、山崎の村長在任中である1939年（昭和14年）末には21万425円75銭にまで減少させた。
自転車での視察
土方村の村長となってから、新たな取り組みとして自転車で土方村を巡るようになった。月に一、二度、村内を隈なく巡るなど、村の情勢把握に努めていた。その真意を知っていたのは土方村役場の職員のみであり、当初村民らは全く知らなかったという。土方村では集落ごとに報徳社の常会が開催されていたが、その席上で山崎は自ら収集した情報を踏まえて地域の実情に応じた議論を展開した。村長が知るはずがないと思われるような地域に密着した課題についても論じたことから、村民らは村政に対する山崎の情熱に驚いたという。
「先づ働け」
会長を務めていた土方村農会では、第一の標語として「先づ働け」を掲げており、肥料や労働力の不足に悩む村の農業を立て直すべく報徳思想に基づいた農業振興策を推進していた。

## 人物
熱意や実行力のある人物とされている。国民精神総動員本部の書籍では土方村の村政に多くのページを割いて鷲山恭平や山崎の事績を詳述しているが、その中では山崎を「熱の人、實行の人だ」と評している。

## 略歴
- 1955年 - 城東村村長選挙当選[3]。

## 著作

### 主な論文等
- 山崎金一稿「最終の美果を収めん」『土方村時報』5巻、土方村役場、1935年、1–2頁。

### 註釈
1. ↑  収入役は、2007年4月以降の会計管理者に相当する。
2. ↑  助役は、2007年4月以降の副村長に相当する。
3. ↑  静岡県小笠郡城東村は、大浜町と合併し、1973年に大東町が設置された。

## 関連人物
- 佐々井信太郎
- 遠山信一郎
- 鷲山恭平